# 沈阳市第十七中学
沈阳市第十七中学 (英語：Shenyang No.17 High School, SY17HS)，简称沈阳十七中、十七中学、17中，校徽为一本书和一个椭圆环的组合，是一所公办重点高级中学，位于中华人民共和国辽宁省沈阳市沈河区桃源街114号。

## 简介
该校是一所与新中国同龄的公办重点高中，为沈阳市标准化高中、省级重点高中同批次录取学校、沈阳市第二十七中学教育集团成员校、沈河区“十二五”科研基地校。地处沈阳市中心，交通便捷。占地面积15818平方米，拥有建筑面积为11643平方米的两幢现代化教学大楼（内设50个标准化教室）。现有教职工103人，教学班20个，在校生900人。
校园环境幽美，“结庐在人境，而无车马暄”，是繁华都市中的一片淡雅净土。教学设备精良，达到甚至超过辽宁省示范性高中标准。学校不仅拥有200米环形塑胶跑道、人工草坪足球场、3个标准篮球场、排球场、体育馆、食堂、图书馆、电子备课室、多功能教室、各类实验室、校园电视台、科技馆等现代化教育教学设施，还拥有WER世界教育机器人、乐高机器人、水路协同竞技机器人、Makex、无人机、MRC、大疆机甲、3D建模打印等国家级科创智能设备。

## 历史沿革
- 1949年10月建校；
- 2007年5月晋升为沈阳市重点高中；
- 2009年9月由原来的完全中学转型为独立的高级中学；
- 2009年10月17日举办60年校庆活动；
- 2013年9月与东北育才学校共同获得沈阳市公办高中综合评估奖、毕业生学业成就增值评估奖、《国家学生体质健康标准》实施工作单项奖；
- 2013年晋升为沈阳市标准化高中；
- 2014年晋升为省级重点高中同批次录取学校。[3]

## 校园文化
根本任务：立德树人
校训：崇德明志，乐学笃行
校风：诚实、勤奋、文明、进取
教风：乐业、求真、博学、善导
学风：立志、明礼、勤学、善思
办学目标：全面发展，个性张扬
办学宗旨：立体育人，育全面人
育人机制：分层实施，齐头并进
德育培养模式：自我管理，自主教育
办学原则：贴近实际，贴近生活，贴近青年
办学精神：砥砺精神（精益求精、迎难而进）
教育理念：以学生发展为本，为学生终身发展奠基
德育目标：高一年级“成型”，高二高三年级“成才”
教育方法：摒弃虚浮、尊重规律、循序渐进、力求进步
办学理念：让每名学生都成人，让每位教师都发展，让每个家长都放心
办学方略：打造激情的十七、和谐的十七、质量的十七、绿色的十七、开放的十七

## 社团活动
学校注重学生的多元发展，基于“立体育人，育全面人”的办学宗旨，全力打造“社团活动课程化”为特色的校园文化品牌。先后创办科技、戏剧、现代舞、摄影、演讲、篮球、足球等社团。其中，“瞬间摄影社团”获沈阳市首批优秀学生社团，校足球队获辽宁省中学生足球联赛第六名，校篮球队获沈阳市中学生篮球赛A组第五名。校科技社团仅2017年一年就斩获了WER机器人省赛冠亚军和第四第五名、国家赛三等奖、WER东北地区赛高中组冠亚军、WER上海世界锦标赛高中组亚军和第五名等奖项，且连续三年蝉联沈阳市机器人大赛冠军。戏剧社团自编、自导、自演的《雷雨》《雪啸军魂》均获沈阳市戏剧节优秀奖。
学校的科技社团建设是学校文化发展成果的重要体现。自从首届“沈阳市高中生科技节”FLL机器人比赛上夺取冠军，科技社团一战成名，被评为沈阳市优秀社团。现包括WER活动小组、Makex活动小组、无人机活动小组、水路协同机器人（综合技能）活动小组、MRC活动小组、3D建模活动小组和大疆机甲活动小组等精品项目，学校的科技特色凸显，逐渐形成了学校的文化特色、教育特色。目前，科技社团中已累计86人获市级以上荣誉，47人获得省级以上荣誉，其中，12人获世锦赛一等奖，8人获世锦赛二等奖，2人获世锦赛三等奖，2人获中国科协国赛二等奖，4人获中国科协国赛三等奖，4人获中央电教馆国赛三等奖，9人获NOC国赛二等奖，14人获NOC国赛三等奖，33人获科协电教省级比赛一等奖荣誉。几年来，科技社团多名同学参加了西安交通大学、东北大学、哈尔滨工程大学、东北师范大学、兰州大学等985工程、211工程大学的自主招生考试并顺利通过自招复试获得高考降分政策奖励。学校也以科技课程为基础，发挥科技课程的辐射作用，逐渐形成了自己的特色与品牌。
学校特色发展是学校可持续发展的动力，是学校综合办学水平的重要体现，也是学校个性化的体现。全体十七人已将精益求精的钻研精神、迎难而进的意志、团结协作的合作意识逐渐内化为学校的精神内涵，在高考改革的道路上砥砺前行。

## 师资力量
学校师资力量雄厚，截至2019年4月，教职工共计103人，包括专任教师101人。专任教师100%具有本科及其以上学历，其中拥有研究生及其以上学历者45人。全国中小学明星班主任1人，市优秀班主任1人，市区骨干教师49人，区师德标兵4人，区模范教师4人，区师德先进个人11人，区优秀教师7人，高级教师44人，国家二级心理咨询师18人。学校倡导科研兴校战略，90%以上教师拥有国家级课题，并获得国家级、部级、省级奖项无数。学校领导集体和教师队伍秉持“为学生终身发展奠基”的教育理念，以追求个人价值与社会价值统一、追求和谐进步、崇尚教育创新为价值观，共同致力于打造一个激情、质量、和谐、绿色、开放的新十七。
值得一提的是，十七中学的历史教研组。这是一个年轻、向上、充满活力的教研组。七位历史教师，各具特色，各展所长，协作同行。她们不断更新教育理念，学习新的教育技术和手段，展示符合时代，适合学生的现代化教育课堂。五人次参加国家教育部举办 的“一师一优课，一课一名师”活动，并获部级、省、市优课等荣誉称号。
随着高考改革的深入，教师的发展方向逐渐向研究型教师转变，十七中学历史组有硕士学位2人，研究生学历3人，先后由教研集体或个人承担（参与）国家及省市区级课题。考试测量是现代教学所必须的教学评价工具，面对高考考试的需求，结合国家一体四翼的立德树人要求，十七中历史教师先后3人次参加市说题说纲大赛，并获一、二等奖。与其他学校不同的是，十七中学历史教研组，以高考为动态，一人参赛全组动员。借说题说纲大赛之东风，了解考情和高考动态，全组学习研究考纲，以集体的力量展现更加宏观的视角，竞赛经验用于教学，学生成绩在高考和市模拟考试中获得巨大进步。在七位老师共同的努力下，2015年，在激烈的竞争中，十七中学历史教研组凭借实力脱颖而出，荣获沈阳市优秀教研组的殊荣。
- 宁巍，担任历史教研组组长工作，从教15年中，担任高三教学工作8年，获得一师一优课部优课，曾参加国家及辽宁省信息技术与学科整合大赛，辽宁省校本课程教学设计等，沈河区优秀教师。

- 王煜，荣获沈阳市高中历史学科说题说纲比赛一等奖等，担任班主任工作，校文艺骨干，有极大的人格魅力，德育思想工作优秀，能准确获悉学生心理动态，在教学中充分发挥学生的课堂展示能力。

- 张艳，工作十五年，多次担任高三历史教学工作。教学风格朴实，细致，肯于钻研，关注每一个学生的发展。

- 常靓，从教16年。专注历史校本课程的开发，参与研究课题，能准确的把握学生的学习需求，在课外知识拓展上帮助学生获得进步。

- 宋赫男，沈河区骨干教师。积极参与“一师一优课”、沈阳市优质课大赛、沈河区优质课大赛等各级比赛，获得多项荣誉称号，并承担（参与）多项省市区科研课题。

- 康娜，毕业于东北师范大学，研究生学历。工作年限3年现任职高三历史教师。曾获市优课一次，沈河区高三展示课，参与一师一优课和2018年说题说纲大赛。

- 边诗萌，毕业于东北师范大学，积极参与一师一优课活动，思维新颖，教育技术应用能力强，热情活泼，贴近学生心理，是学生的良师益友。[7]

## 教学质量
本科上线人数位居沈阳市标准化高中前列。
2017~2019年，连续三年本专科上线率达到100%，其中本科上线率超过50% 。
每年都有无数优秀毕业生进入清华大学、北京大学、哈尔滨工业大学、大连理工大学、东北大学、北京中医药大学、东北师范大学、上海戏剧学院、辽宁大学、中国人民公安大学、华北电力大学、东北电力大学、大连外国语大学、广西医科大学、中国民用航空飞行学院、鲁迅美术学院、沈阳音乐学院等高等学府深造。

## 交流合作
2003年10月，与韩国蔚山广域市星信高等学校缔结友好姊妹校。十余年来，双方陆续开展了友好互访、联欢、英语交流课、友谊足球赛等活动；2005年与辽宁省示范性高中沈阳市第二十七中学结为合作学校；2011年1月成为中日沙尘共同调查研究项目中方基地学校。

## 光荣榜
学校先后获得：国家级重点课题先进学校、沈阳市绿化先进单位、辽宁省环境友好学校、全国青少年文明礼仪示范基地、辽宁省百行百业高信誉单位、沈阳市公办普通高中综合评估奖、毕业生学业成就增值评估单项奖、《国家学生体质健康标准》实施工作单项奖、沈阳市普通高中教育教学改革实验学校、沈阳市中小学体育特色学校、沈阳市首批德育特色学校、全国中语会“创新写作教学研究与实验”课题组先进学校、辽宁省一级档案先进单位、辽宁省中小学图书馆示范校、沈阳市体育工作先进单位、沈阳市A级规范化考点、沈河区中小学德育示范学校、沈河区中小学体育示范学校、沈河区校本研训先进单位、沈河区教育系统合格教工之家、沈河区教育系统十佳女职工集体、沈河区健康教育工作先进集体、第二十届中国儿童青少年计算机表演赛辽宁赛区竞赛优秀参赛学校、沈河区无烟学校创建工作先进单位、辽宁省中小学生命教育先进学校、沈河区学校健康教育档案优秀单位、辽宁省中小学心理健康教育先进单位、沈阳市“盛京杯”最佳环保学校、沈阳市首批市级标准化普通高中创建学校、沈阳市“平安校园”等多项荣誉称号。